# Ida Botti Scifoni
Ida Botti Scifoni (Roma, 1812 - Florencia, 1844) fue una pintora italiana.
Fue discípula de Silvagni y ejecutó gran número de retratos, obras históricas, obras sacras y también obras de género.   
Contrajo matrimonio con el escritor Felipe Scifoni, y tuvo un solo hijo, llamado Anatolio que siguió los pasos de su madre.

## Obras
- María Mercedes de Bonilla
- Matilde Bonaparte-Densidoff
- Citano romano
- Erminia
- San Francisco Javier
- La Virgen con el Niño
- Santa Filomena